# Pabellón de la Universiada
El Pabellón de la Universiada o bien el Gimnasio de la Universiada (en búlgaro: Зала "Универсиада") es un pabellón deportivo localizado en la ciudad de Sofía, la capital del país europeo de Bulgaria. Fue inaugurado en 1961 para la Segunda Universiada de Verano. Tiene un aforo que el permite recibir hasta 3000 personas y es la sede regular del equipo de baloncesto Levski Sofia.